# Olivier Guégan
Olivier Guégan (Longjumeau, 20 agosto 1972) è un allenatore di calcio ed ex calciatore francese, di ruolo centrocampista.

## Statistiche

### Statistiche da allenatore
Statistiche aggiornate al 7 marzo 2021. In grassetto le competizioni vinte.
| Stagione            | Squadra             | Campionato          | Campionato | Campionato | Campionato | Campionato | Coppe nazionali | Coppe nazionali | Coppe nazionali | Coppe nazionali | Coppe nazionali | Coppe continentali | Coppe continentali | Coppe continentali | Coppe continentali | Coppe continentali | Altre coppe | Altre coppe | Altre coppe | Altre coppe | Altre coppe | Totale | Totale | Totale | Totale | % Vittorie | Piazzamento |
| Stagione            | Squadra             | Comp                | G          | V          | N          | P          | Comp            | G               | V               | N               | P               | Comp               | G                  | V                  | N                  | P                  | Comp        | G           | V           | N           | P           | G      | V      | N      | P      | % Vittorie | Piazzamento |
| ------------------- | ------------------- | ------------------- | ---------- | ---------- | ---------- | ---------- | --------------- | --------------- | --------------- | --------------- | --------------- | ------------------ | ------------------ | ------------------ | ------------------ | ------------------ | ----------- | ----------- | ----------- | ----------- | ----------- | ------ | ------ | ------ | ------ | ---------- | ----------- |
| apr.-giu. 2015      | Stade Reims         | L1                  | 7          | 3          | 0          | 4          | CF+CdL          | -               | -               | -               | -               | -                  | -                  | -                  | -                  | -                  | -           | -           | -           | -           | -           | 7      | 3      | 0      | 4      | 42,86      | Sub. 15º    |
| 2015-apr. 2016      | Stade Reims         | L1                  | 34         | 9          | 9          | 16         | CF+CdL          | 1+1             | 0+0             | 0+0             | 1+1             | -                  | -                  | -                  | -                  | -                  | -           | -           | -           | -           | -           | 36     | 9      | 9      | 18     | 25,00      | Eson.       |
| Totale Stade Reims  | Totale Stade Reims  | Totale Stade Reims  | 41         | 12         | 9          | 20         |                 | 2               | 0               | 0               | 2               |                    | -                  | -                  | -                  | -                  |             | -           | -           | -           | -           | 43     | 12     | 9      | 22     | 27,91      |             |
| 2016-2017           | Grenoble            | CFA                 | 28         | 20         | 6          | 2          | CF              | 3               | 1               | 1               | 1               | -                  | -                  | -                  | -                  | -                  | -           | -           | -           | -           | -           | 31     | 21     | 7      | 3      | 67,74      | 1º (prom.)  |
| 2017-2018           | Grenoble            | CN                  | 32+2       | 13+1       | 12+1       | 7+0        | CF              | 5               | 3               | 1               | 1               | -                  | -                  | -                  | -                  | -                  | -           | -           | -           | -           | -           | 39     | 17     | 14     | 8      | 43,59      | 3º (prom.)  |
| Totale Grenoble     | Totale Grenoble     | Totale Grenoble     | 60+2       | 33+1       | 18+1       | 9+0        |                 | 8               | 4               | 2               | 2               |                    | -                  | -                  | -                  | -                  |             | -           | -           | -           | -           | 70     | 38     | 21     | 11     | 54,29      |             |
| 2019-2020           | Valenciennes        | L2                  | 28         | 11         | 9          | 8          | CF+CdL          | 3+1             | 2+0             | 0+0             | 1+1             | -                  | -                  | -                  | -                  | -                  | -           | -           | -           | -           | -           | 32     | 13     | 9      | 10     | 40,63      | 7º          |
| 2020-2021           | Valenciennes        | L2                  | 0          | 0          | 0          | 0          | CF              | 0               | 0               | 0               | 0               | -                  | -                  | -                  | -                  | -                  | -           | -           | -           | -           | -           | 0      | 0      | 0      | 0      | —          | in corso    |
| Totale Valenciennes | Totale Valenciennes | Totale Valenciennes | 28         | 11         | 9          | 8          |                 | 4               | 2               | 0               | 2               |                    | -                  | -                  | -                  | -                  |             | -           | -           | -           | -           | 32     | 13     | 9      | 10     | 40,63      |             |
| Totale carriera     | Totale carriera     | Totale carriera     | 131        | 57         | 37         | 37         |                 | 14              | 6               | 2               | 6               |                    | -                  | -                  | -                  | -                  |             | -           | -           | -           | -           | 145    | 63     | 39     | 43     | 43,45      |             |

## Palmarès

### Allenatore
- Championnat de France amateur: 1

Grenoble: 2016-2017